# Ключіки (Новосибірська область)
Ключіки (рос. Ключики) — село у Сузунському районі Новосибірської області Російської Федерації.
Входить до складу муніципального утворення Ключіковська сільрада. Населення становить 810 осіб (2010).

## Історія
Згідно із законом від 2 червня 2004 року органом місцевого самоврядування є Ключіковська сільрада.

## Населення
| 2002 | 2007 | 2010 |
| ---- | ---- | ---- |
| 888  | ↗943 | ↘810 |